# Adolfo Superlano
Adolfo Superlano (7 de junio de 1954) es un político venezolano. Sirvió como diputado de la Asamblea Nacional de Venezuela para el periodo 2016-2021. En diciembre de 2019 Superlano fue señalado por la Asamblea Nacional como implicado en hechos de corrupción para tratar de «limpiar la reputación» de empresarios colombianos vinculados al gobierno de Nicolás Maduro, incluyendo a Alex Saab, y posteriormente en el plan de sobornos Operación Alacrán.

## Carrera
Superlano fue dirigente estudiantil del Movimiento al Socialismo y ocupó la presidencia de la Federación de Centros Universitarios de la Universidad del Zulia. Fue alcalde del municipio Bolívar, estado Barinas, por el partido Acción Democrática, entre 1996 y 2000. En 2013 fue candidato para la alcaldía del municipio Bolívar, pero perdió contra Luis Henriquez, quien obtuvo el 54.77% de los votos.
Fue electo como diputado por la Asamblea Nacional por el circuito 1 del estado Barinas para el periodo 2016-2021 en las elecciones parlamentarias de 2015, en representación de la Mesa de la Unidad Democrática. Durante su gestión, integró la Comisión Permanente de Contraloría. En diciembre de 2016, junto con William Barrientos y Virgilio Fernández, fue uno de los tres diputados que faltaron a la sesión para la designación de dos rectores principales del Consejo Nacional Electoral (CNE), ocasionando una falta de quorum e impidiendo su nombramiento. Militó en el partido Un Nuevo Tiempo hasta el 11 de abril de 2018, fecha en la que Leocenis García anunció que Superlano se unió al partido Prociudadanos.
Durante las elecciones regionales de Venezuela de 2021, Superlano interpuso un recurso ante el Tribunal Supremo de Justicia relacionado con la elección del gobernador de Barinas. Como respuesta al amparo, el Tribunal Supremo suspendió la totalización de los votos, al igual que la proclamación del gobernador del estado. Para entonces, las proyecciones del CNE favorecían al candidato opositor Freddy Superlano, del 37,60 %, frente al 37,21 % de votos obtenidos por el candidato oficialista Argenis Chávez.

## Operación Alacrán
El 5 de diciembre de 2019 el portal Armando.info señaló a Superlano como uno de los implicados en presuntos hechos de corrupción para «limpiar la reputación» de empresarios colombianos vinculados al gobierno de Nicolás Maduro y a la red de malversación de fondos de las ayudas sociales del Comité Local de Abastecimiento y Producción (CLAP), incluyendo a Alex Saab. Superlano había sido expulsado anteriormente del partido Cambiemos Movimiento Ciudadano, el 11 de noviembre.
El 13 de enero de 2020 el Departamento de Tesoro de Estados Unidos sancionó a siete diputados por su participación en el intento de juramentar a una junta directiva parlamentaria paralela, incluyendo a Adolfo Superlano.